# Plac Świętego Marka w Zagrzebiu
Plac Świętego Marka (chorw. Trg sv. Marka, wym [tr̩g sʋɛtɔg marka], także Markov trg, wym. [markɔʋ tr̩g]) – plac w Zagrzebiu w najstarszej części miasta, Gradcu. Administracyjnie należy do dzielnicy Gornji Grad – Medveščak.
Plac w przybliżeniu ma kształt prostokąta o wymiarach 85×55 m, a jego powierzchnia wynosi ok. 0,45 ha. Po remoncie w 2006 roku, całość pokryto granitową kostką.

## Budynki
W centralnej części placu wznosi się kościół św. Marka (Crkva sv. Marka) – parafialna świątynia zagrzebskiego starego miasta. Oprócz niego, na placu znajdują także inne ważne gmachy związane z chorwacką polityką. Zachodnią pierzeję stanowi Pałac Bana (Banski dvori) – barokowa siedziba rządu Chorwacji, zaś po przeciwnej stronie znajduje się budynek Zgromadzenia Chorwackiego (Hrvatski sabor).  Po północnej stronie placu wznosi się siedziba Sądu Konstytucyjnego (Ustavni sud), natomiast na rogu placu i ulicy św. św. Cyryla i Metodego (Ćirilometodska) znajduje się Stary Ratusz (Stara gradska vijećnica), w którym odbywają się sesje rady miasta. W związku z tym, wyrażenia plac świętego Marka używa się niekiedy w znaczeniu przenośnym, dla określenia całokształtu chorwackiej polityki.
W 2005 roku nowelizacja chorwackiej ustawy o zgromadzeniach publicznych de facto zakazała wszelkich form demonstracji na placu św. Marka. Nowe prawo zakazuje sprzeciwia się wszelkim formom zgromadzeń publicznych w promieniu stu metrów od siedzib: parlamentu, rządu, prezydenta, Sądu Konstytucyjnego, jak również od osób: szefów państw lub rządów, członków rządu, czy przewodniczących parlamentów państw obcych podczas ich pobytu w Chorwacji. Wspomniana zmiana wywołała liczne kontrowersje; przez niektórych została wręcz uznana za zamach na społeczeństwo obywatelskie.

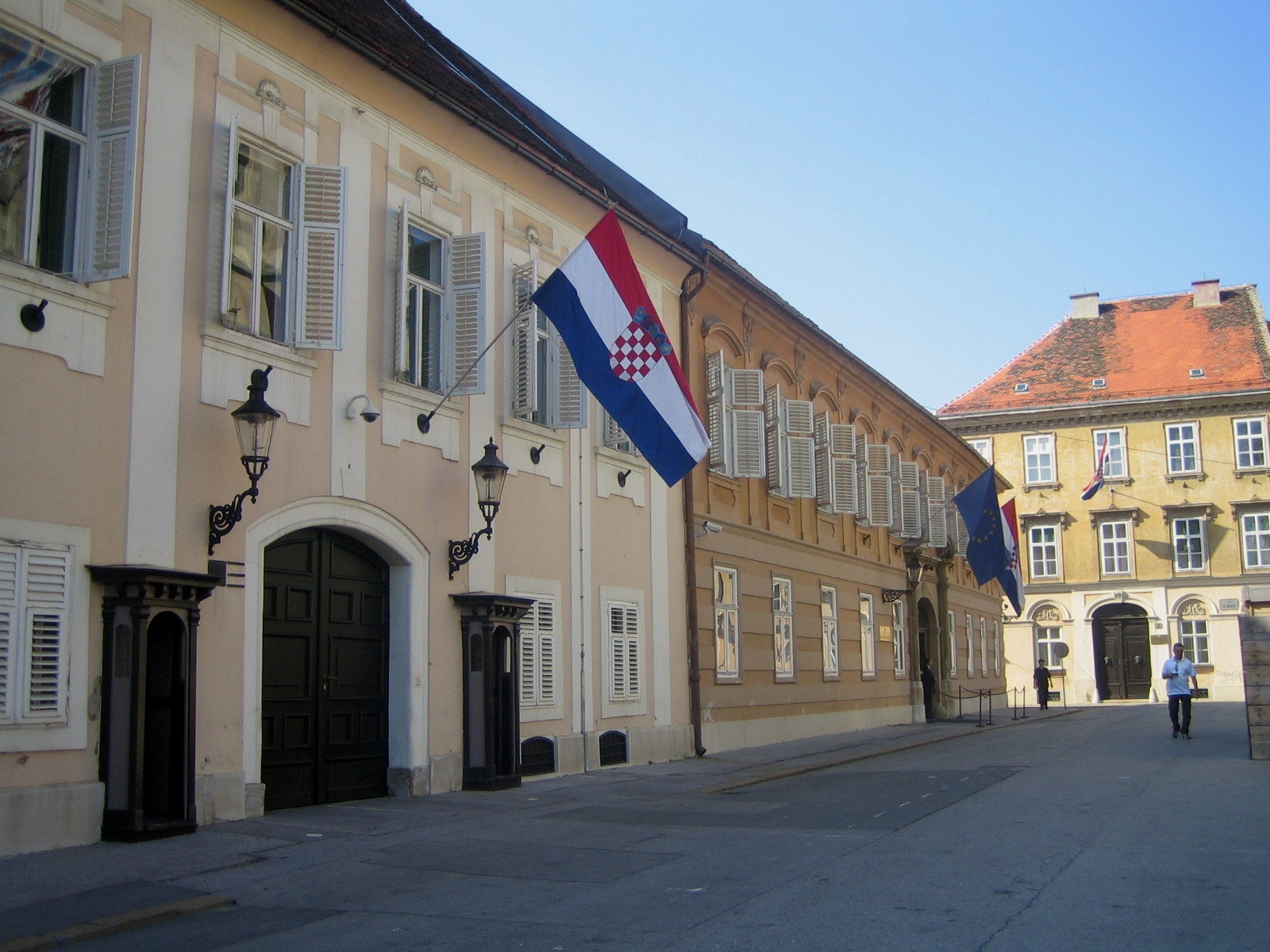
nr 2, Dwór Bana, siedziba rządu Chorwacji
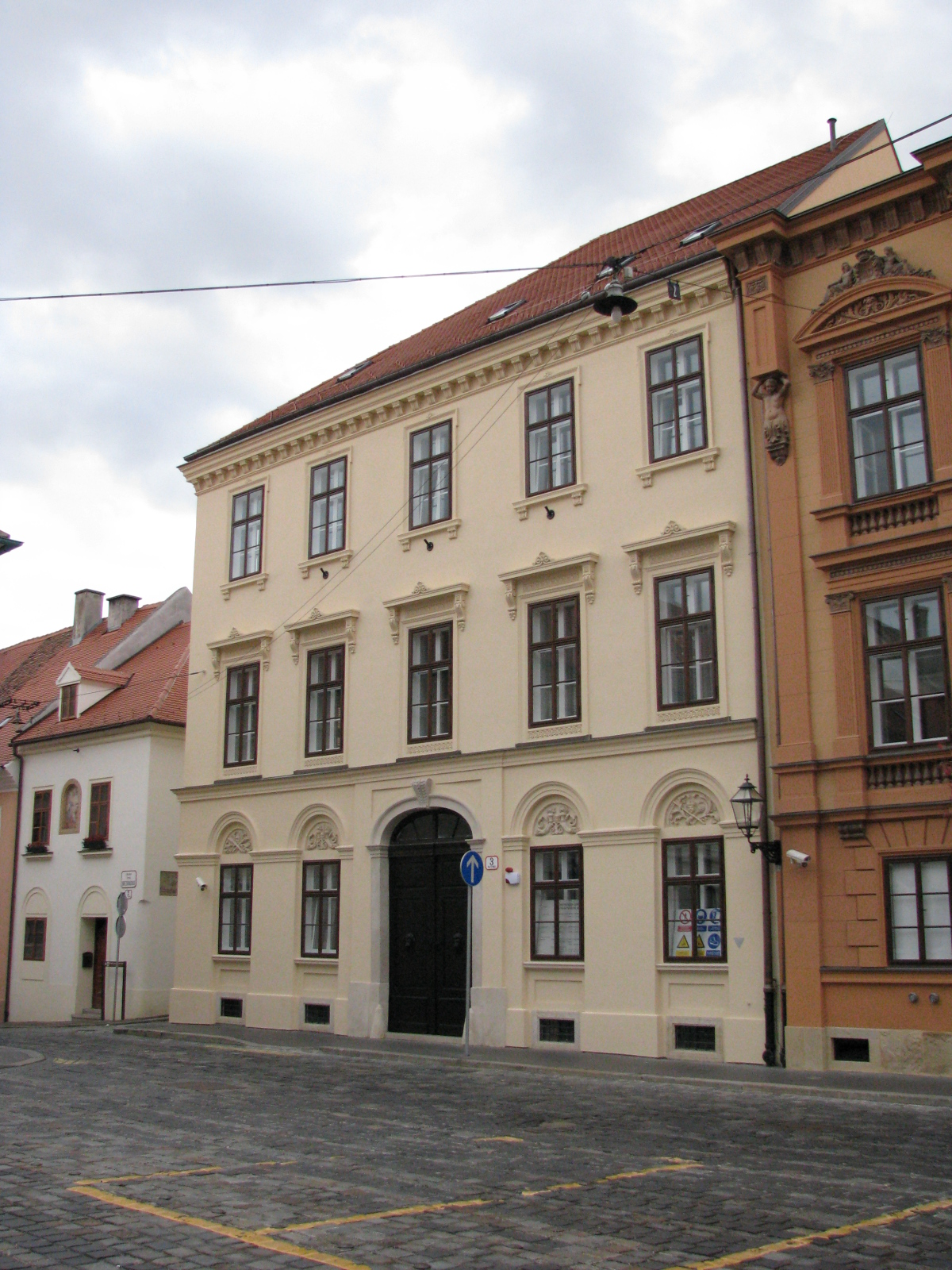
nr 3, Urząd do spraw ogólnych Parlamentu i Rządu
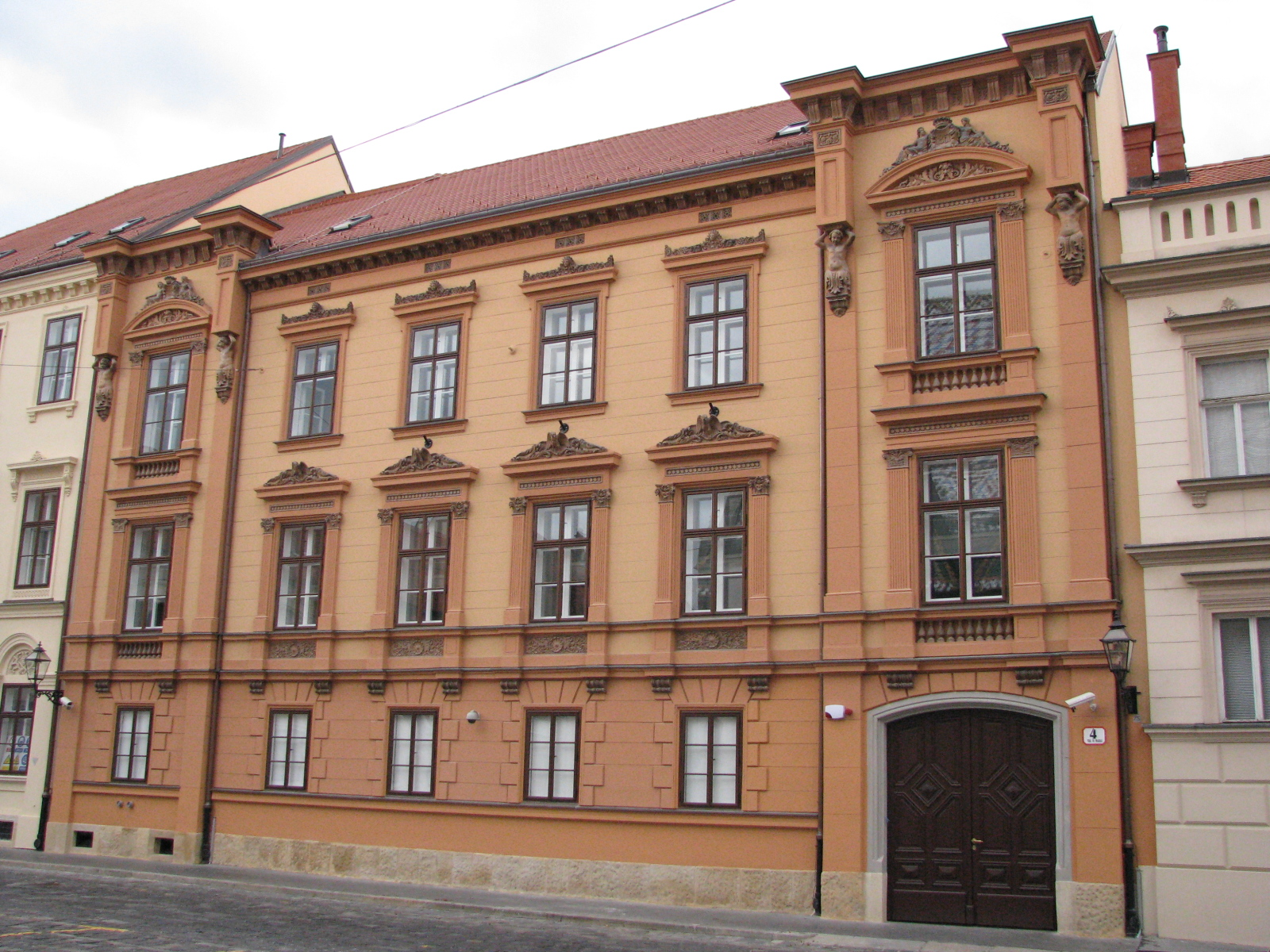
nr 4, Siedziba Sądu Konstytucyjnego
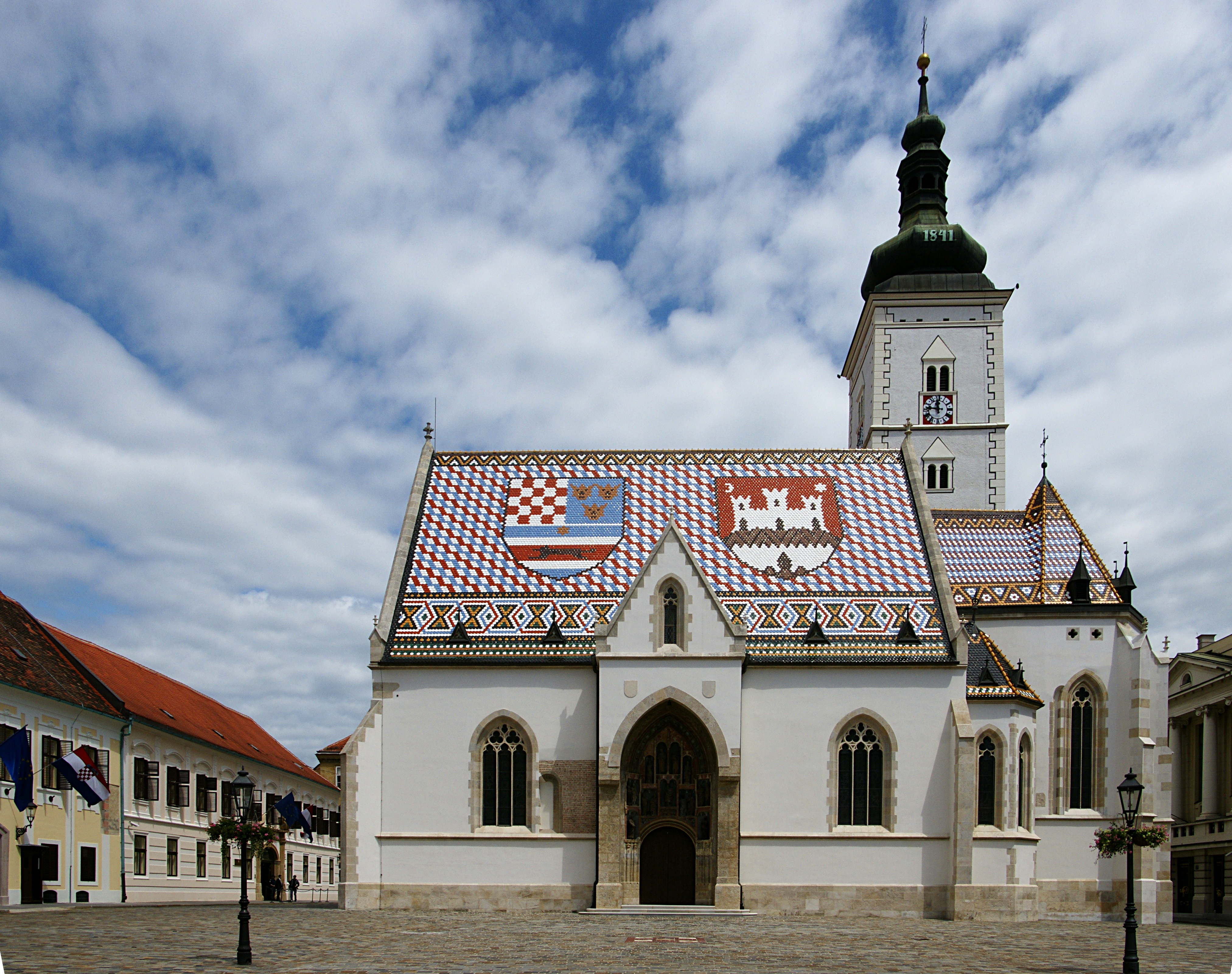
nr 5, Kościół św. Marka
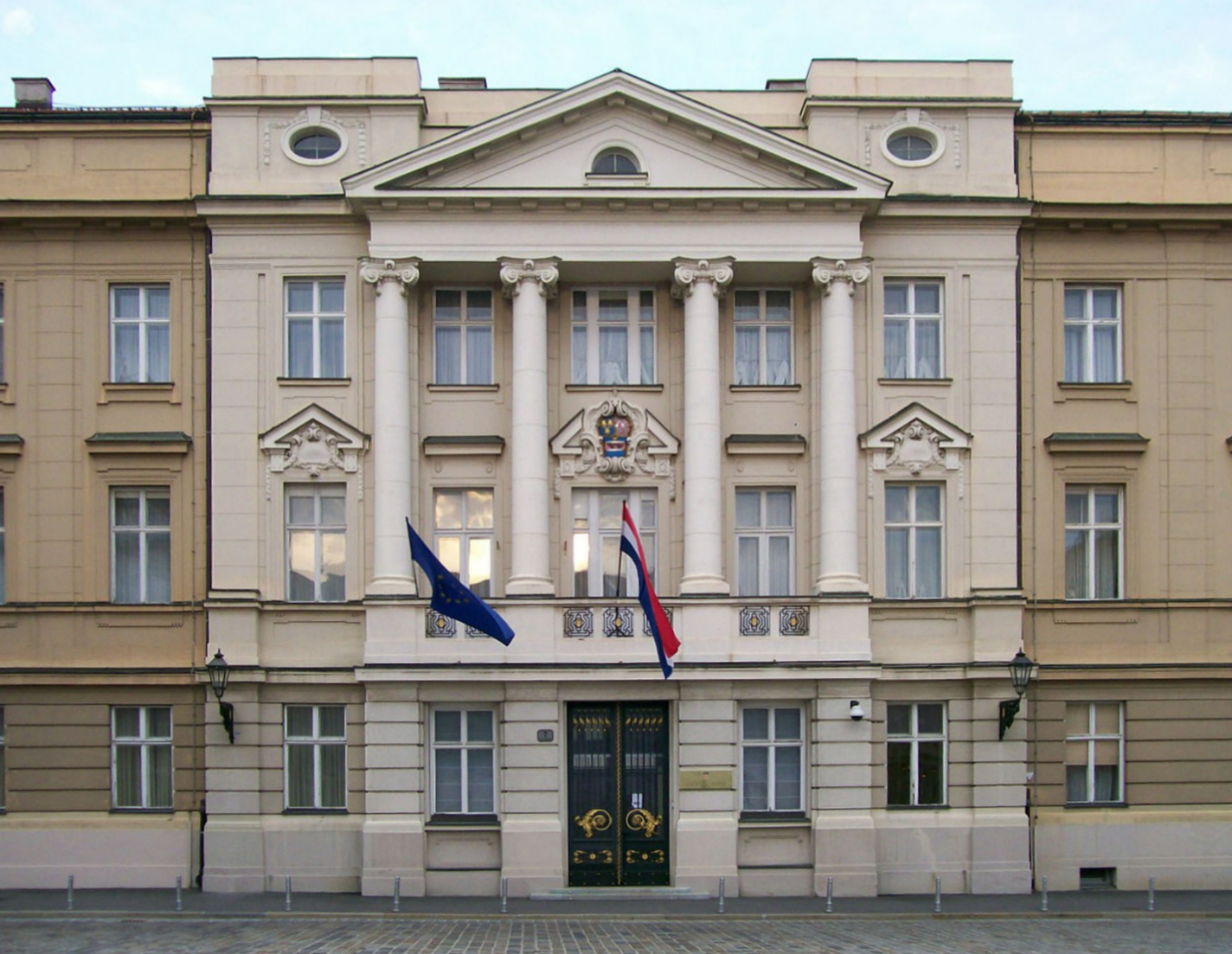
nr 6, Zgromadzenie Chorwackie
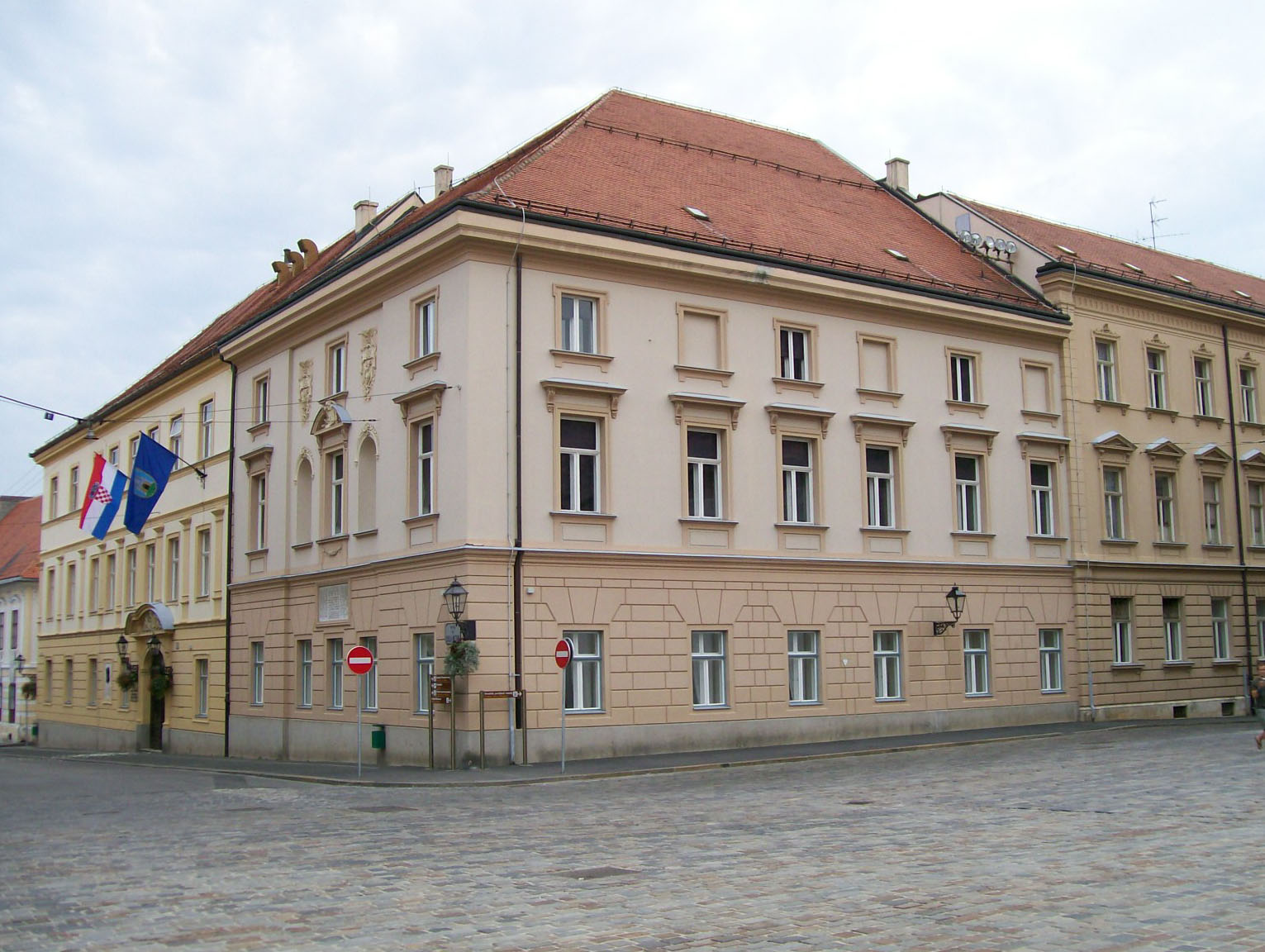
ul. Ćirilometodska 5, Stary Ratusz

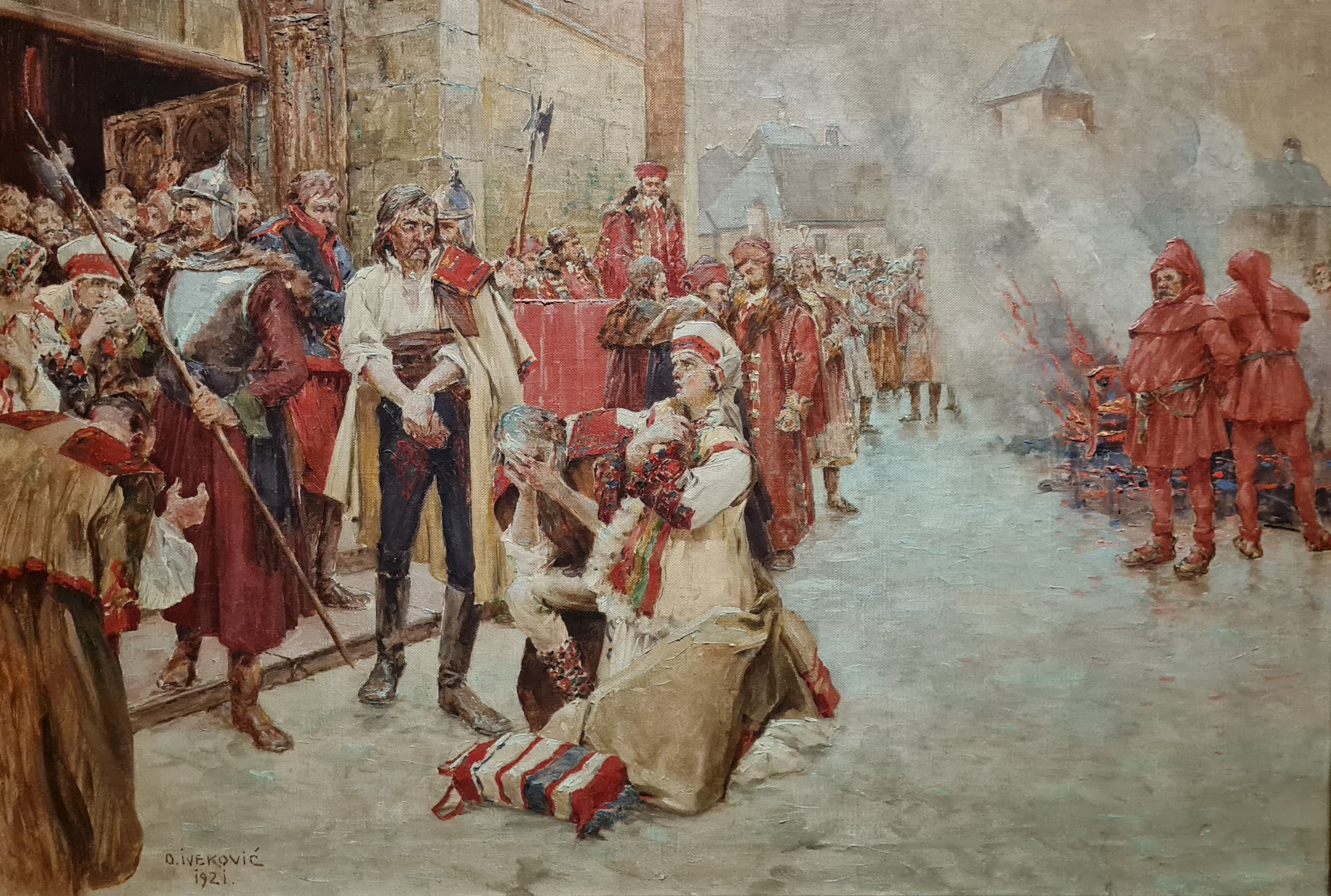
Obraz Zabicie Matii Gubca (na placu przed kościołem św. Marka w Zagrzebiu)

## Historia
Na placu św. Marka miało miejsce kilka istotnych wydarzeń w histotii Chorwacji. To w tym miejscu w 1573 roku stracono Matiję Gubca, przywódcę powstania chłopskiego. 29 lipca 1845 odbyły się tam wydarzenia tzw. lipcowej ofiary – podczas starcia z cesarską armią austriacką zginęło kilkanaście osób, w tym członkowie Chorwackiej Partii Ludowej. 15 maja 1926 r. z budynku położonego przy placu św. Marka 9 nadano pierwszy „chorwacki” sygnał radiowy, którym była pieśń pt. „Lijepa naša domovino”, późniejszy hymn Chorwacji. 29 października 1918 r. w gmachu obecnego Hrvatskiego saboru ogłoszono secesję od Austro-Węgier i przystąpienie do nowo powstałego Państwa Słoweńców, Chorwatów i Serbów.

## Położenie
Od placu odchodzą następujące ulice:
- na północ
  - Mletačka (Wenecka)
  - Basaričekova (Đura Basarička)
- na wschód
  - 29. Listopada 1918. (29 października 1918; data przystąpienia do Państwa SHS)
  - Kamenita (Kamienna)
- na południe
  - Ćirilometodska (Cyryla i Metodego)
- na zachód
  - Freudenreichova (Josipa Freudenreicha)
  - Brezovačkog (Tita Brezovačkiego)